# Adapa

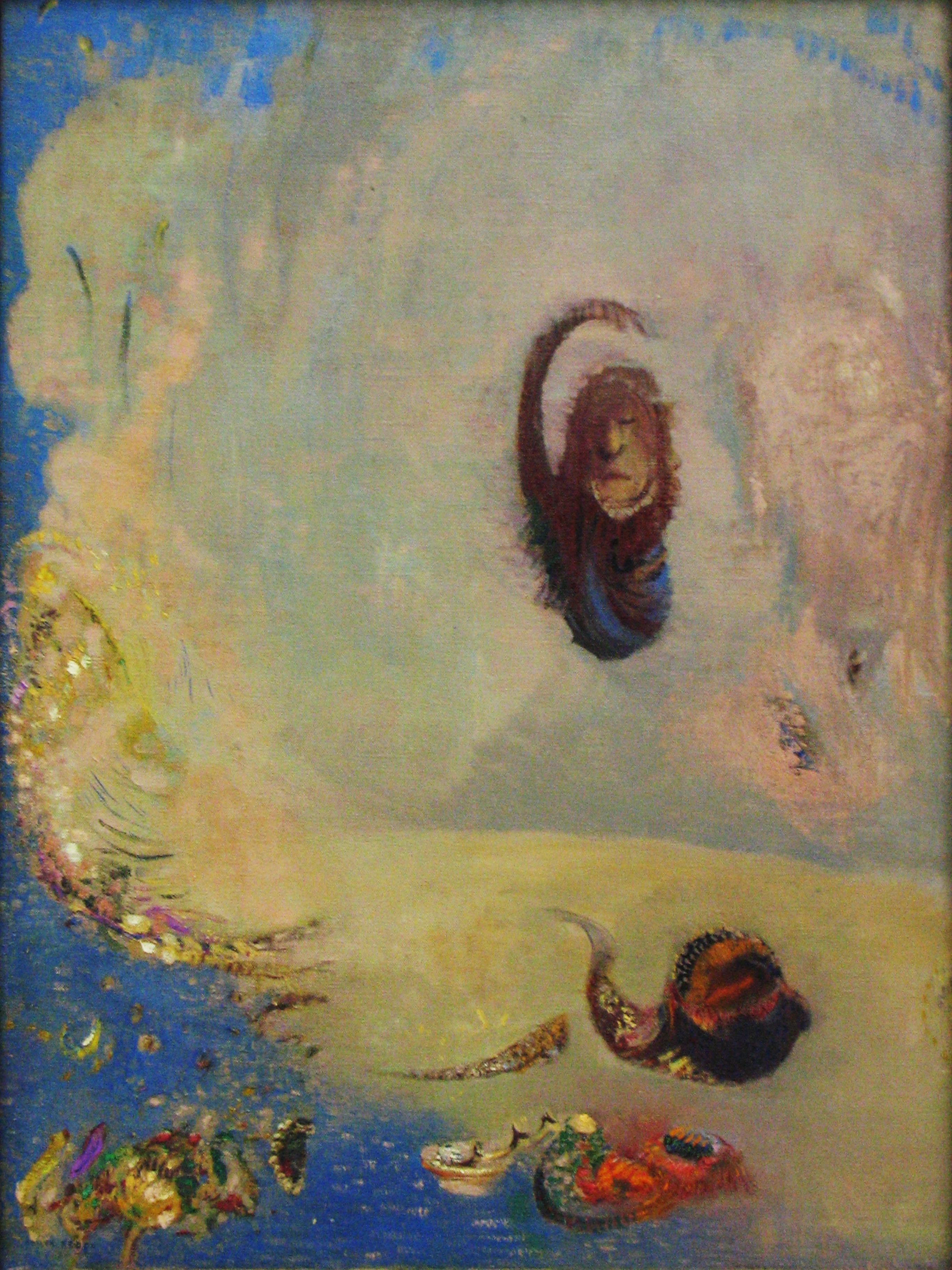
Oannès - Adapa van Odilon Redon in het Kröller-Müller Museum

Adapa was in de Babylonische mythologie de wijze mens die door oppergod Ea was geschapen om zijn priester te zijn in de heilige stad van Eridu en daar over zijn volk te regeren. Aan hem werd ook de eer toegewezen dat hij de spraak had uitgevonden en de basis voor de beschaving had gelegd.
Ea had aan Adapa heel wat gunstige kwaliteiten verleend, zoals wijsheid, denkvaardigheid en vooruitziendheid.
Adapa bracht heel wat van zijn tijd door met zitten vissen in de wateren. Op een dag blies Ninlil, een sterke zuidenwind, zijn boot om en daardoor dook hij ongewild de diepte in. In zijn verbijstering over het gebeurde vervloekte hij de wind en deze hield onmiddellijk op met waaien en verstijfde. Dit vond de grote god Anu zorgelijk, dat een sterveling zomaar alles kon stilleggen. Hij ontbood Adapa aan zijn hof met de bedoeling hem naar het land der doden Aralu te zenden. Maar de oppergod Ea kwam dit te weten en waarschuwde Adapa. Hij mocht niets eten of drinken wat hij van de god Anu zou krijgen. Ea vertelde Adapa ook hoe hij de gunst van Anu en zijn hulpgoden kon bewaren. Adapa volgde de raad van Ea op en deed dit zo punctueel dat Anu hem in plaats van het voedsel van de dood het voedsel van het leven aanbood. Maar Adapa was de waarschuwing van Ea indachtig en weigerde voedsel aan te nemen. Daarbij verwierp hij echter zijn kans op onsterfelijkheid.
Adapa was een Mesopotamische mythische figuur die zonder te beseffen het geschenk van onsterfelijkheid weigerde. Het verhaal, algemeen bekend als "Adapa en de Zuidenwind", is bekend uit fragmentarische tabletten uit Tell el-Amarna in Egypte (rond de 14e eeuw voor Christus) en uit vondsten uit de bibliotheek van Assurbanipal, Assyrië (rond de 7e eeuw voor Christus). De oudste traditie over hem is afkomstig van Me-Turan/Tell Haddad-tabletten (rond 19-16e eeuw voor Christus), die in het Sumerisch is geschreven.